# Collagna
Collagna là một đô thị ở tỉnh Reggio Emilia trong vùng Emilia-Romagna, có vị trí cách khoảng 90 km về phía tây của Bologna và khoảng 50 km về phía tây nam của Reggio Emilia. Tại thời điểm 31 tháng 12 năm 2004, đô thị này có dân số 1.004 và diện tích 67 km².
Đô thị Collagna có các frazioni (các đơn vị cấp dưới, chủ yếu là các làng) Acquabona, Cerreto Alpi, Cerreto Laghi, Oratorio, Ponte Barone, Porali, Valbona, and Vallisnera.
Collagna giáp các đô thị: Busana, Comano, Fivizzano, Ligonchio, Ramiseto, Sillano.